# Borgstova

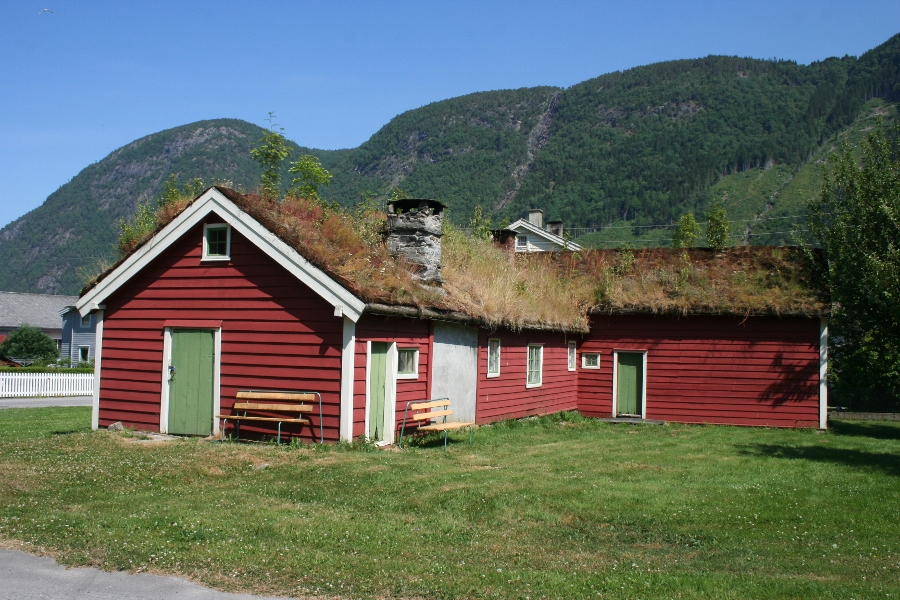
Die Borgstova in Vikøyri (2009)

Die Borgstova ist ein 1864 erbautes Gebäude in Vikøyri in der norwegischen Kommune Vik. Es gehörte ursprünglich zum Offiziershof Sjøtun und beherbergte die Bediensteten des Hofes. Sjøtun wurde als Offiziers- oder Obersthof bezeichnet, da hier Offiziere wohnten, die auf dem in Vik gelegenen Exerzierplatz Viksmoen arbeiteten. Wenn heute von Borgstova in Vik gesprochen wird, ist lediglich das Gebäude des Sjøtun-Hofes gemeint.
Das Gebäude ist ein Blockhaus und hatte ursprünglich sechs Zimmer: eine Mangelstube, je eine Stube für die Mägde und Knechte, eine Werkzeugkammer, eine Küche mit Feuerstellen und einen Schafstall. Gebäude dieser Art waren damals auf Höfen durchaus üblich.
Nach dem Zweiten Weltkrieg wurde die Borgstova bis 1970 als Wohnhaus genutzt. Heute wird das zwischenzeitlich restaurierte Gebäude von einer Stiftung verwaltet, die es an Einzelpersonen oder Organisationen für kulturelle Veranstaltungen und Versammlungen vermietet.